# 존 레논의 주크박스
영국인 음악가 존 레논은 생전인 1965년 스위스가 개발한 메커니즘을 사용해 KB 리스코매틱에서 생산한 주크박스를 구매했다. 레논은 여기에 40여장의 싱글을 채워 투어 때 같이 동행했다. 존 레논의 주크박스(John Lennon's jukebox)는 그의 이러한 주크박스 수록곡들과 유사하게 채워넣은 컴필레이션 CD 음반을 의미하기도 한다. 존 레논의 실제 주크박스는 크리스티가 주최한 비틀즈 기념품 경매에서 브리스톨의 음악 홍보자 존 미드윈터에게 2,500 파운드에 낙찰되었다. 이를 미화로 환산하면 4,907 달러의 금액이 된다. 미드윈터는 수년간 박스의 복구 및 디스크 조사를 실시했고, 그것들은 레논의 가늘고 긴 친필로 작성되어 있었다. 미드윈터는 자신의 건강이 악화되자, 주크박스의 사연들과 그 음악들을 다큐멘터리로 제작했으면 하고 바랬다. 
2004년 《더 사우스 뱅크 쇼》에서 주크박스에 관한 다큐멘터리를 방영했으며, 여기에는 스팅과 같은 아티스트가 출연해 인터뷰를 진행했다. 해당 프로젝트는, 미드윈터 사후 며칠이 지나 실시되었고 스티브 잰슨이 영국 텔레비전 제작 회사의 의뢰를 받아 일이 성사되었다. XM 위성 라디오인 "'60s On 6" 채널은 존 레논의 주크박스 싱글을 소재로 다룬 바 있다.